# Fierle Peak
Der Fierle Peak ist ein spitzer und 1960 m hoher Berg im westantarktischen Queen Elizabeth Land. Er ragt am südwestlichen Ende des Saratoga Table und 5 km ostsüdöstlich des Dyrdal Peak in der Forrestal Range der Pensacola Mountains auf.
Der United States Geological Survey kartierte ihn anhand von Vermessungen und mithilfe von Luftaufnahmen der United States Navy zwischen 1956 und 1966. Das Advisory Committee on Antarctic Names benannte ihn 1968 nach Gerard R. Fierle (* 1920), Meteorologe auf der Ellsworth-Station im antarktischen Winter 1957.